# Marcus Terentius Varro

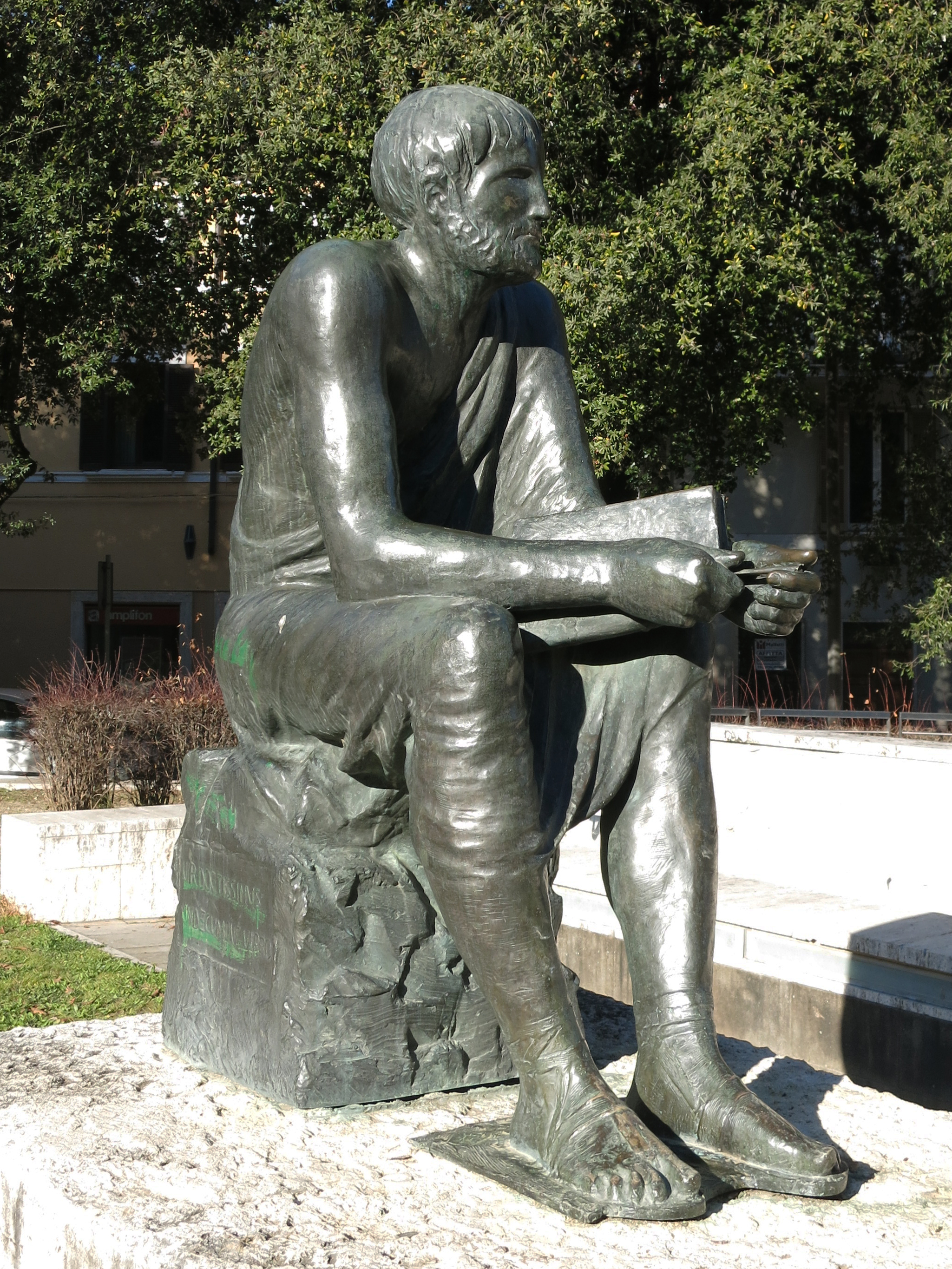
Marcus Terentius Varro

Marcus Terentius Varro, född 116 f.Kr. i Reate i Sabinum, död 27 f.Kr., var en romersk författare och vetenskapsman. Av hans omfattande författarskap har endast ett verk bevarats i sin helhet, och ett annat i någon större sammanhängande längd. 

## Biografi
Varro räknades på sin tid som Roms mest lärde man och mest produktive författare. Varro tillhörde den romerska plebejsläkten Gens Terentia, vars medlemmar sedan tidigare hade fått tillträde till senaten i Rom. Han ges ibland tillnamnet Reatinus för att skilja honom från Varro Atacinus.
Varro deltog i statslivet i Rom, innehade flera ämbeten, var befälhavare under Pompejus i dennes krig mot sjöröveriet på Medelhavet 67 f.Kr. och 66 f.Kr. och mottog i denna roll utmärkelsen corona navalis. Han deltog i kriget mot Mithridates VI Eupator och som anhängare av författningspartiet stred han under inbördeskriget på Pompejus sida mot Julius Caesar i Spanien 49 f.Kr., men blev tillfångatagen.
Han benådades av Caesar, som gav honom i uppdrag att ordna statsbibliotek i Rom. Senare, 43 f.Kr., hamnade han i onåd hos Marcus Antonius, som inte nöjde sig med att ta ifrån honom egendom, särskilt litterär sådan, utan också satte upp hans namn på proskriptionslistan över statens fiender. Han räddades genom en vän och fick därefter ägna sig åt vetenskapliga sysselsättningar.

## Författarskap
I sin ungdom hade Varro undervisats i filologi av Lucius Aelius Stilo och i filosofi av Antiochos från Askalon, och han stod i nära kontakt med sin tids litterära storheter. Bland dessa kan nämnas Marcus Tullius Cicero och Titus Pomponius Atticus.
Kyrkofadern Augustinus, som hämtat mycket ur Varros skrifter och därmed bevarat deras innehåll, säger om honom att Varro läst så mycket, att man måste förundra sig över att han haft tid att skriva något, och skrivit mer än man kan tro någon har läst. En förteckning över Varros skrifter som förmedlas av Hieronymus, dock i ofullständigt skick, har återfunnits i företalet till Rufinus översättning av Origenes homilier. Med ledning av denna förteckning har Friedrich Ritschl beräknat Varros skrifter till 74 arbeten i 620 böcker.
Varros författande var lika mångsidigt och vittomfattande som hans kunskaper. Samtidigt skald och prosaist, visar han sig högst olikartad i stil och komposition, ibland varm och livfull, ibland torr och kall, ibland bred och ordrik, ibland sammanträngd och kortfattad. Genom hela hans författarskap går dock som en röd tråd det patriotisk-fornromerska syftet. Varro ville nämligen propagera för den fornromerska andan med förfädernas enkla, kärnfriska levnadsordning, "då talet luktade lök, men sinnelaget var gott", och låta den gamla tiden framträda i all sin styrka emot den nya med dess förslappande och fördärvliga väsen. Man ser överallt hur den mångkunnige Varro vill använda det han lärt, för att inför breda kretsar framställa bilden av Roms verkliga storhetsperiod, och låta folket som i en spegel se sitt ursprung.

## Valda skrifter
Bland Varros skrifter kan följande nämnas:
Saturæ Menippeæ (150 böcker) var en samling på vers och prosa i den brokigaste omväxling (även av versmått) författade satirer, som utgör efterbildningar efter Menippos, avsedda att under skämt förkunna sanning och sedelära. De är förlorade, så när som på några obetydliga fragment och titlar. Av dessa sistnämnda (många av dem är på grekiska) framgår, att författaren dels behandlat ordspråk och satirer, dels använt mytologiska uppslag, dels efter cyniska filosofers vana infört hundsläktet såsom handlande och talande. Särskilt kan nämnas "Sexagessis", 60-åringen som vaknar efter 50 års sömn, "Åsnan vid lyran" (mot estetiskt tokeri), "Meleagri" (mot överdrifven jaktlust) och "Eumeniderna" (som framställer mänsklig dårskap i olika former). Vissa poetiska ställen har setts som särskilt anslående, exempelvis vinets lov ("en plantskola för glädjen, ett kitt för samkvämen"), om bekymren och sångens makt samt framför allt skildringen av en stormby på havet. Det filosofiska åskådningssättet är halvt antifilosofiskt, men man ser dock att författaren sätter ett visst värde vid vad han kallar filosofi: ett slags livsuppfattning som riktar sig mot sunda och praktiska mål, i motsats till de sofistisk-dialektiska skolor eller avarter av sådana, som tvistade med och förkättrade varandra. Bland annat vill han inskärpa äktenskapets stora betydelse, varvid han sinnrikt yttrar, att den som rättar sin hustrus fel, förbättrar henne och den som fördrar dem, sig själv.
Logistorici (76 böcker) var avhandlingar med filosofisk-historiskt innehåll. I dessa låter Varro någon, vanligen en historiskt känd person, populärt behandla ett ämne av allmänt intresse och praktisk betydelse. Exempel är "Catus om barnauppfostran" och "Messala om hälsan". Antagligen skedde behandlingen i form av dialog. Efterlikningar av denna framställningsart finns i Ciceros "Cato d. ä. om ålderdomen" och "Laelius om vänskapen".
Imagines ("bilder") utgjorde biografier eller ett porträttgalleri av frejdade män med åtföljande epigram eller karakteristiker i olika versmått. I detta arbete bör särskilt märkas systematiseringen efter sjutalet och strävandet att visa romarnas likställighet med utlandet, det vill säga Grekland.
Antiquitates rerum humanarum et divinarum (romersk fornkunskap i 41 böcker) är Varros mest betydande verk, i vilket han i 25 böcker behandlade "de mänskliga förhållandena" och i 16 "de himmelska" under rubrikerna "Personer", "Ställen", "Tider", "Sakinnehåll" samt, för den senare avdelningen, "Gudomligheter". Detta arbete blev en verklig skatt för senare tider, eftersom det så vitt har kunnat konstateras utmärkte sig genom grundlig källforskning och rik sakkännedom, samt genom en jämförelsevis noggrann kritik, även om den inte är fullt metodisk. En skrift om det romerska folkets härkomst hörde ihop med detta verk. I den skriften gjordes gällande den efter Varro uppkallade tidräkningen, som antog att Rom var grundlagt i 6:e olympiadens 3:e år eller 21 april 753 f.Kr.
Disciplinæ (9 böcker) bildar en encyklopedi, omfattande förutom de sju sedan så kallade artes liberales (grammatik, dialektik, retorik, geometri, aritmetik, astronomi och musik) även medicin och arkitektur.
Epistolicæ quæstiones (förmodligen 8 böcker) bestod av undersökningar i brevform över ämnen inom statsrätt, grammatik och fornforskning.
De ora maritima var ett geografiskt arbete, som utgående från kustbeskrivning troligen även berörde sjöfart och havsförhållanden.
Om De iure civili (15 böcker) är mycket lite känt.
De lingua latina (om det latinska språket) innehöll 25 böcker, av vilka 5–10 finns i behåll, om än i stympat och skadat skick. Författaren behandlar i detta verk, efter en inledning, etymologin, flexionen och syntaxen. De bevarade böckerna omfattar dels etymologins speciella (5–7), dels flexionslärans allmänna (8–10) del. I den senare undersöker författaren förhållandet mellan analogi och anomali, som båda han strävar att, så att säga, förlika med hvarandra. Arbetet, som från 5:e boken var tillägnat Cicero, tycks ha utkommit före dennes 
död år 43. Begynnelsen är före år 45, då Cicero tillägnade Varro sin skrift "Academica" som gengäld för Varros vid den tiden tillkännagivna dedikationsavsikt. Verket är, såsom den äldsta grammatiska skriften från romartiden, av stort värde, även om den jämförelsevis obetydliga del som bevarats visar upp många ojämnheter och oklarheter och, särskilt vad gäller etymologierna, bär spår av stor godtycklighet, den hårda stilen ej att förglömma.
Skriften Res rusticæ eller lanthushållningen (i senare svensk översättning Samtal om lantbruket), i 3 böcker, är fullständigt bevarad. Den författades av Varro vid 80 års ålder i dialogform. 1:a boken handlar om åkerbruket, 2:a om boskapsskötseln, 3:e om fjäderfä, bin, fisk m.m., en gren som före V:s tid ej var särskildt behandlad i landtbrukslitteraturen. Varros bok ger en god inblick i romerska lantbruket, som författaren kände inte enbart genom studier, utan också genom egen erfarenhet, så att sakkunskapen gör sig starkt gällande. Framställningen är i vissa fall tilltalande, men blir delvis tröttande genom den överdrivna schematismen, vilket är något som Varro ofta gör sig skyldig till. 
Förutom de här uppräknade verken författade Varro en mängd smärre skrifter, som ansluter sig till och kompletterar dessa, särskilt kultur- och litteraturhistoriska uppsatser och undersökningar, såsom om Plautus lustspel m.fl.
Hans namn är fortfarande knutet till en samling Sententiæ, som dock tycks vara excerpt från en senare tid.
Att Varro skulle stå sig väl inför den antikiserande smaken under Hadrianus och Antoninerna är naturligt, men den riktningen var övergående.